# 麻丘千夏
麻丘 千夏（あさおか ちなつ、1976年5月25日 - ）は、日本のAV女優。

## 略歴
- 1994年 - 『デビューちなつ18歳』でAVデビュー。その後引退した。

## 出演作品
- デビューちなつ18歳（1994年11月22日、クリスタル映像 / メシア）後にDVD再発売あり
- ちなつの素顔 エクスタシーにとろけそう（1994年、クリスタル映像 / メシア）
- 欲望のキス ダメ、早くして（1995年1月24日、クリスタル映像 / メシア）
- 18歳の風景 敏感すぎて困まっちゃう（1995年2月23日、クリスタル映像 / メシア）
- メロンパイにキッスして いっぱいHしよ（1995年3月24日、クリスタル映像 / メシア）
- 愛してムーチョ（1995年4月25日、クリスタル映像 / メシア）
- 裸足のシンデレラ（1995年5月30日、クリスタル映像 / メシア）
- ラブラブファイアー（1995年7月25日、クリスタル映像 / メシア）
- 快楽天使（1995年、クリスタル映像 / メシア）

総集編
- 顔面シャワーエレクト10 18+2（1995年、クリスタル映像）他多数出演
- アダルトビデオ100連発（1996年、クリスタル映像）他多数出演
- ゴールデンカップス PART2（1998年、クリスタル映像）他出演:五島めぐ、松本富海、沢口みき、愛咲ゆかり、川上裕子、沢井リサ、庄司みゆき、砂井春希、杉本ゆみか、春日さくら、西田ももこ、霧島レイナ、橘ますみ、胡桃みるく
- 美乳×巨乳　CLIAMAX 20（2000年10月27日、クリスタル映像）他出演:卑弥呼、杉本ゆみか、沢口みき、橘ますみ、庄司みゆき、五島めぐ、川上裕子、木田彩水など
- Private ONANIE（2000年、クリスタル映像）他出演:美輪はるな、涼木もも香、美里真理、森村ハニー、葉山小姫、夢野まりあ、池野瞳、本樹憂真、風間麻衣、大西由梨香、奥山琴美、岡田純菜、高見梨央、藤野春音、生野真琴
- お宝ガールズ .91～.95（2001年9月6日、クリスタル映像）他出演:北原ななせ、早紀麻未、寺崎泉、神谷理沙、美倉ケイ、北川あゆみ、森川いづみ、美樹あゆみ、橘ますみ、白石ひとみ、安藤有里、小川ちひろ、美里真理、卑弥呼、杉本ゆみか、憂木瞳、福原園美、西条加奈、生野真琴[2]